# 欒波
欒 波（らん は、ラテン文字：Bo Luan、1966年4月16日 - ）は、中華人民共和国黒竜江省ハルビン市出身の女性フィギュアスケート選手で現在はフィギュアスケートコーチ兼振付師。1984年サラエボオリンピックペア中国代表。パートナーは姚濱。

## 経歴
黒龍江省のハルビンに生まれる。1960年代から1970年代の中国では情報が閉鎖されていたため、パートナーの姚濱とともに写真を基にしペアスケーティングのユニゾンを創造したという。
1980年、中国は初めて世界選手権に男女シングルの2選手と欒波&姚濱ペアの1組を送り組んだが、全選手が最下位という結果に終わった。1981年と1982年の世界選手権と1984年サラエボオリンピックにも欒波&姚濱ペアは出場したが、全て最下位に終わった。1984年に引退。現在はハルビンスケートクラブでコーチ兼振付師として活動し、現在の中国ペアにおいてトップ選手である隋文静/韓聰組、于小雨/金揚組を育てた。
2014-2015シーズン、前シーズンに于小雨/金揚組が世界ジュニアフィギュアスケート選手権のチャンピオンに輝いたにもかかわらず、中国はジュニアグランプリシリーズにペア選手を一切派遣しなかった。2014年10月、中国スケート協会が平昌オリンピックとその次のオリンピックに向けて、新たにジュニアペアのナショナルチームを設立することを発表した。2組のペア選手と、それまでシングル選手だった男女10人がそのメンバーに選ばれ、欒は計7組のペアのメインコーチに就任した。

## 主な戦績
| 大会/年          | 1979-80 | 1980-81 | 1981-82 | 1982-83 | 1983-84 |
| ---------------- | ------- | ------- | ------- | ------- | ------- |
| オリンピック     |         |         |         |         | 15      |
| 世界選手権       | 15      | 11      | 13      |         |         |
| ユニバーシアード |         |         |         | 3       |         |